# Одинокое (Львовская область)
Одинокое (укр. Одиноке) — село в Щирецкой поселковой общине Львовского района Львовской области Украины.
Население по переписи 2001 года составляло 176 человек. Занимает площадь 0,27 км². Почтовый индекс — 81161. Телефонный код — 3230.

## История
Немецкая колония Айнзидель основана в 1786 г. В 1940 г., после присоединения Западной Украины к СССР, по Германо-Советскому договору о дружбе и сотрудничестве, все немецкое население села было переселено в Германию. С 1943 по 1944 г. в Дорнфельде были поселены немцы из оккупированный восточных районов Украины.
В 1946 г. Указом ПВС УССР хутор Айнзидель переименован в Одинокий.